# Jardín botánico de Santa Bárbara
El Jardín Botánico de Santa Bárbara en inglés: Santa Barbara Botanic Garden es un jardín botánico de 26 hectáreas (65 acres) de extensión, que alberga a más de 1,000 especies de plantas raras y nativas de California. 
El código de identificación del Santa Barbara Botanic Garden como miembro del "Botanic Gardens Conservation International" (BGCI), así como las siglas de su herbario es SBBG.

## Localización
Se encuentra localizado en :
Santa Barbara Botanic Garden, 1212 Mission Canyon Road, Santa Bárbara, Santa Bárbara county California CA 93105 United States of America-Estados Unidos de América
Planos y vistas satelitales.34°27′26″N 119°42′34″O / 34.45722, -119.70944

## Historia
El propósito de este jardín botánico es el de reunir y mostrar las plantas nativas de California en una presentación natural. Hay aproximadamente 9.2 kilómetros (5.5 millas) de sendas que se encuentran ocultas entre la vegetación y que recorren el jardín.
El arroyo Mission Creek recorre la zona, e incluye una represa de piedra que fue construida en 1806 por indios nativos de California (principalmente de la tribu Canaliño) bajo la dirección de los padres misioneros españoles pertenecientes a la próxima Misión de Santa Bárbara.
El jardín botánico fue creado en 1926 y diseñado por la notable arquitecta paisajista Beatrix Farrand.
Para 1936 había enfocado su especialización en las plantas nativas de la "Provincia Florística de California" (en la que se incluye la parte suroeste de Oregón y parte de Baja California, así como la mayor parte del estado de California). 
El jardín fue reconocido como "Monumento del Condado de Santa Barbara" en 1983 (la represa de "Mission Creek" ya había sido designada anteriormente como un Monumento Histórico del Estado).).
El 6 de mayo de 2009, parte del jardín botánico fue arrasado por el incendio descontrolado "Jesusita Fire", que quemó gran parte del territorio  frente a la montaña de Santa Ynez detrás de Santa Bárbara. Mientras que las plantaciones del jardín botánico se han recuperado de los efectos devastadores del fuego, varios edificios fueron destruidos y aún no han sido reemplazados. Uno de ellos fue el "century-old Gane House", que contenía el exceso de existencias de la biblioteca jardín, así como muchas de las herramientas que se utilizan para el mantenimiento del jardín; la casa del director del jardín; y una terraza de madera con vista al arroyo.

## Colecciones
Entre las colecciones especiales que alberga se encuentran :
- Plantas pertenecientes a la familia Ericaceae,
- Familia Poaceae,
- Familia Polypodiaceae,
- Familia Rhamnaceae,
- Plantas del género Arctostaphylos (54 spp., y 82 taxones),
- Ceanothus (37 spp., y 69 taxones),
- Cupressus (4 spp.),
- Eriogonum (25 spp.),
- Fremontodendron (6 spp., 13 taxones),
- Mahonia (17 spp.),
- Pinus (21 spp.),
- Quercus (8 spp.),
- Ribes (14 spp

## Actividades
El jardín botánico tiene un programa de reintroducción en su medio natural de plantas amenazadas o en peligro de extinción, entre las que se incluyen :
Aesculus californica en 'Canyon Pink', Agave shawii, Arctostaphylos en 'White Lanterns', Arctostaphylos en 'Canyon Blush', Arctostaphylos insularis en 'Canyon Sparkles', Artemisia californica en 'Canyon Gray', Berberis aquifolium en 'Mission Canyon', Ceanothus en 'Wheeler Canyon', Ceanothus en 'Far Horizons', Ceanothus arboreus en 'Powder Blue', Eriophyllum nevinii en 'Canyon Silver', Fremontodendron en 'Dara's Gold', Heuchera en 'Blushing Bells', Heuchera 'Canyon Belle', Heuchera en 'Canyon Chimes', Heuchera en 'Canyon Delight',Heuchera en 'Canyon Duet', Heuchera en 'Canyon Melody', Heuchera en 'Canyon Pink', Heuchera en 'Dainty Bells', Heuchera en 'Pink Wave', Iris en 'Canyon Snow', Lessingia filaginifolia en 'Silver Carpet', Leymus condensatus en 'Canyon Prince', Salvia en 'Dara's Choice', Salvia cedrosensis en 'Baja Blanca', Salvia leucophylla en 'Amethyst Bluff', y Verbena lilacina en 'De La Mina'.